# Bulgartabak
Bulgartabac Holding Group AD (bulharsky Булгартабак Холдинг Груп АД) je bulharská akciová společnost zaměřená na zpracování tabáku. Holdingová společnost sídlí v Sofii a má jedenáct regionálních poboček. Produkuje listový i řezaný tabák, vyrábí okolo padesáti značek cigaret, např. Victory, Prestige, Femina, Global nebo Orient Express. V jejím sortimentu se nachází tabák odrůd Virginia a Burley i aromatické orientální tabáky jako Kabakulak.
Firma Bulgartabak byla založena v roce 1947. Od roku 1951 měla v Bulharsku monopol na tabákové výrobky a byla vlastnictvím státu. V roce 1993 se stala holdingem, v němž kontrolní balík akcií drželo bulharské ministerstvo hospodářství. V roce 1995 byla navržena privatizace podniku, což vyvolalo rozsáhlé protesty odborových organizací. Proti privatizaci se postavilo i Hnutí za práva a svobody, hájící zájmy turecké menšiny, neboť by podle něj transformace mohla ohrozit příjmy pěstitelů tabáku, žijících především v turecky mluvících částech Bulharska.
Po řadě jednání došlo k privatizaci až v roce 2011, kdy se hlavním akcionářem stala ruská banka VTB. Její podíl o tři roky později odkoupila Livero Establishments registrovaná v Lichtejštejnsku, za skutečného majitele byl však označován politik a mediální magnát Deljan Peevski. Investigativní web Bivol.bg obvinil vedení firmy z daňových úniků a z krytí sítě pašeráků cigaret na Blízkém Východě, jejichž příjmy slouží k financování mezinárodního terorismu. Od roku 2021 se na Peevskiho vztahuje americký Magnitského zákon.
Privatizovaná společnost se dostala do finančních potíží a odprodala práva na své značky nadnárodnímu koncernu British American Tobacco. Největší tabáková továrna v Blagoevgradu byla v roce 2019 uzavřena a Bulgarian Development Bank rozprodává její zařízení.